# Wabarra
Wabarra là một chi nhện trong họ Amaurobiidae.